# Antigo
Antigo és una població dels Estats Units a l'estat de Wisconsin. Segons el cens del 2000 tenia 8.560 habitants.

## Demografia
Segons el cens del 2000, Antigo tenia 8.560 habitants, 3.630 habitatges, i 2.221 famílies. La densitat de població era de 513,2 habitants per km².
Dels 3.630 habitatges en un 29,3% hi vivien nens de menys de 18 anys, en un 46% hi vivien parelles casades, en un 11,7% dones solteres, i en un 38,8% no eren unitats familiars. En el 34,1% dels habitatges hi vivien persones soles el 18,1% de les quals corresponia a persones de 65 anys o més que vivien soles. El nombre mitjà de persones vivint en cada habitatge era de 2,29 i el nombre mitjà de persones que vivien en cada família era de 2,93.
Per edats la població es repartia de la següent manera: un 24,6% tenia menys de 18 anys, un 8,2% entre 18 i 24, un 25,7% entre 25 i 44, un 20,4% de 45 a 60 i un 21,2% 65 anys o més.
L'edat mediana era de 39 anys. Per cada 100 dones de 18 o més anys hi havia 83,5 homes.
La renda mediana per habitatge era de 29.548$ i la renda mediana per família de 40.883$. Els homes tenien una renda mediana de 29.932$ mentre que les dones 20.156$. La renda per capita de la població era de 16.592$. Aproximadament el 10,2% de les famílies i el 13,2% de la població estaven per davall del llindar de pobresa.

## Poblacions més properes
El següent diagrama mostra les poblacions més properes.